# احتجاجات رحلة الخطوط الجوية الدولية الأوكرانية 752
كانت احتجاجات رحلة الخطوط الجوية الدولية الأوكرانية 752 احتجاجات مناهضة للحكومة اجتاحت إيران في يناير 2020 بعد أن تم الكشف عن إسقاط رحلة الخطوط الجوية الدولية الأوكرانية 752 من قبل الحرس الثوري الإيراني بينما كانت الحكومة الإيرانية تتستر عليها.
تم إسقاط طائرة بوينغ 737-800 المشغلة للطريق بعد وقت قصير من إقلاعها من مطار مطار الإمام الخميني الدولي في طهران؛ قُتل جميع الركاب وأفراد الطاقم البالغ عددهم 176 راكبًا. في البداية، قالت سلطات الطيران الإيرانية إن الطائرة تحطمت بسبب خطأ فني. ومع ذلك، بعد إذعانها في البداية لتفسير إيران، قالت السلطات الأوكرانية بعد ذلك أن إسقاط الطائرة كان أحد نظريات العمل الرئيسية لديها. كشفت التحقيقات التي أجرتها وكالات المخابرات الغربية في وقت لاحق أن الطائرة أُسقطت بصاروخ أرض-جو من طراز تور-إم1 أطلقته إيران. وبعد ثلاثة أيام، في 11 يناير، قال الحرس الثوري الإسلامي إنه أسقط الطائرة بعد أن ظن أنها صاروخ كروز. بعد فترة وجيزة، تحولت الوقفات الاحتجاجية التي نُظمت في إيران والتي تهدف إلى تكريم الضحايا إلى احتجاجات، في البداية في جامعات طهران ثم عبر المدن الإيرانية الأخرى. بدأت الاحتجاجات في جامعة أمير كبير للتكنولوجيا، حيث هتف الإيرانيون «الموت للديكتاتور» ودعوا المرشد الأعلى علي خامنئي لمغادرة البلاد.
رفض المتظاهرون المناوئون في إيران السير على الأعلام الإسرائيلية والأمريكية المرسومة على الطريق. تم تمزيق صور سليماني في جميع أنحاء إيران وهتف المتظاهرون، «عدونا هنا؛ يكذبون علينا [عندما يقولون] إنها أمريكا».

## الخلفية
كانت الاحتجاجات ضد الحكومة الحالية للجمهورية الإسلامية مستمرة منذ أبريل 2018. في الأصل قامت الاحتجاجات ضد الفساد الحكومي والعجز الاقتصادي، ثم نمت بسرعة مع ارتفاع أسعار الوقود بنسبة 200% في إيران واتسع هدف الاحتجاجات إلى المطالبة بالإطاحة بالحكومة الإيرانية الحالية.
وفقًا لصحيفة النيويوركر، فإن الإيرانيين قوميين للغاية في تاريخ أمتهم قبل ظهور الإسلام وثورة 1979. تزعم مجموعة الأزمات الدولية أن إسقاط الجمهورية الإسلامية للطائرة الأوكرانية التي تقل إيرانيين أثار غضب السكان القوميين في البلاد مما أدى إلى احتجاج واسع النطاق. ازدادت وتيرة الاحتجاجات في إيران بسرعة في السنوات الأخيرة بسبب سوء إدارة الحكومة والفساد. في غضون ذلك، أصبحت ردود فعل الحكومة الإيرانية على الاحتجاج أكثر عنفًا إلى حد كبير.
شهدت إيران العديد من الاحتجاجات بما في ذلك ثورة قورش الكبرى لعام 2016، ووالاحتجاجات الإيرانية عامي 2017 و2018، والإضرابات والاحتجاجات العامة الإيرانية عامي 2018 و2019 والإيرانية عامي 2019 و2020.

## الجدول الزمني
أصدر طلاب في جامعة أمير كبير للتكنولوجيا في طهران بيانًا باسم «أطفال إيران» ضد النظام الإيراني. كشفت مقاطع فيديو تعرض المحتجين لضرب الشرطة وإطلاق النار واستخدم الغاز المسيل للدموع عليهم فيما سالت دماء على الأرضيات. إن المدى الكامل لقمع الحكومة للاحتجاجات غير معروف إلى حد كبير بسبب الرقابة على التغطية الصحفية في إيران. أعقبت أيام من الاحتجاجات وجود مكثف للشرطة في جميع أنحاء إيران مما أدى إلى تقليل علامات المعارضة.
يتزايد الاستياء في إيران مع تزايد الإحباط الذي أبداه المواطنون قبل سنوات من الاحتجاج. عندما هتف ممثلو النظام «الموت لأمريكا» و«الموت لإسرائيل» هتف الإيرانيون «الموت لروسيا» و«الموت للصين» كعلامة على أنهم لا يتفقون مع وجهات النظر السياسية للجمهورية الإسلامية. في 11 يناير 2020، بعد أن أعلنت السلطات الإيرانية أن القوات العسكرية الإيرانية أسقطت طائرة الخطوط الجوية الدولية الأوكرانية، مما أسفر عن مقتل جميع ركابها وعددهم 176 راكبًا، فقد تظاهر ألفا شخص في طهران، مع هتافات من بينها «الموت لجنود الدكتاتور». استخدمت الشرطة الغاز المسيل للدموع ضد المتظاهرين. أفاد مسؤولون أن 82 إيرانيًا من بين العديد من الإيرانيين مزدوجي الجنسية كانوا من بين ضحايا الحادث. تظاهر مائتا شخص أمام جامعة أمير كبير للتكنولوجيا. طالب المتظاهرون المرشد الأعلى علي خامنئي بالاستقالة وهتفوا «الموت للكذابين» ودعوا «الحرس الثوري الإيراني لمغادرة البلاد». كما وقعت احتجاجات في جامعة شريف التكنولوجية وفي أمل وأصفهان ورشت وساري وهمدان. ردد المتظاهرون هتافات ضد الحرس الثوري، والمرشد الأعلى، والنظام السياسي للجمهورية الإسلامية بأكمله.

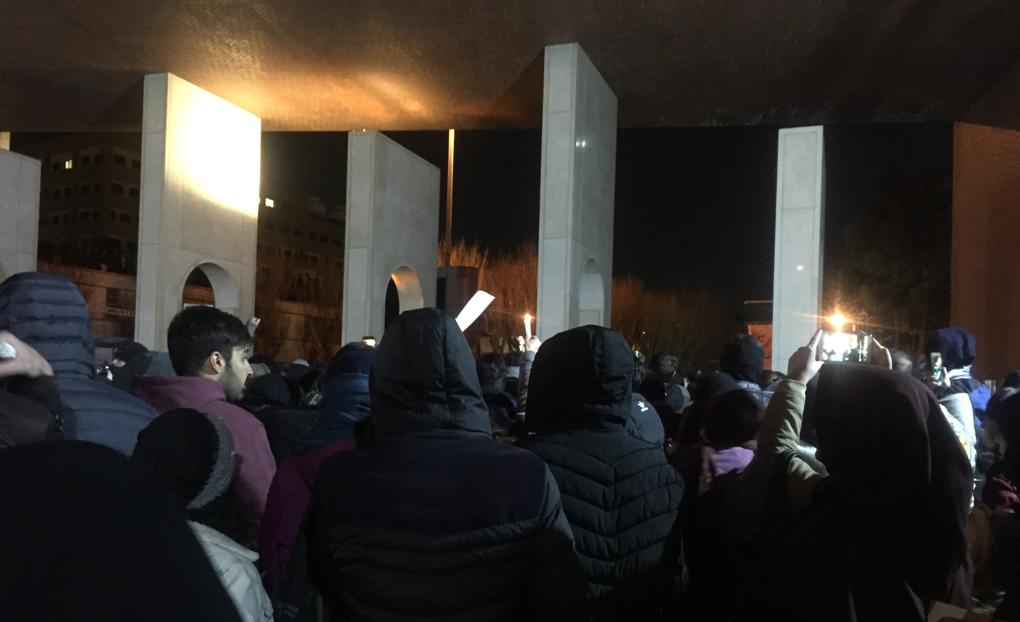
احتجاجات في جامعة شريف التكنولوجية، 12 يناير 2020

في 12 يناير، اندلعت احتجاجات مماثلة في جميع أنحاء إيران. في الصباح، تجمع الطلاب في مهاجع جامعة طهران وهتفوا ضد المرشد الأعلى. كان هناك حوالي 3000 مشارك في المظاهرة الرئيسية في طهران وفقًا لوكالة أنباء العمل الإيرانية. نُشرت مقاطع فيديو على مواقع التواصل الاجتماعي مساء ذلك اليوم في موقع بالقرب من ميدان آزادي في طهران يسمع فيها أصوات أعيرة نارية وشوهدت فيها برك من الدماء على الأرض ومصتبين يجري حملهم وأفراد أمن يحملون بنادق. صرح حسين رحيمي من شرطة طهران في اليوم التالي أن الشرطة «تلقت أوامر بضبط النفس» ولم تطلق النار خلال الاحتجاجات. وكتبت صحيفة اعتماد الإيرانية «اعتذروا واستقيلوا» في عنوان رئيسي. وصف الرئيس الإيراني الهجوم الصاروخي بأنه خطأ لا يغتفر.
استمرت الاحتجاجات في طهران في 13 يناير، حيث هتف 40 طالبًا في إحدى جامعات طهران «قتلوا نخبنا واستبدلوها برجال دين»، في إشارة إلى الطلاب الإيرانيين الذين لقوا حتفهم على متن الرحلة رحلة الخطوط الجوية الدولية الأوكرانية 752.
في الفيديو الذي انتشر على الإنترنت، رفض العديد من طلاب جامعة طهران علانية المشي فوق العلمين الأمريكي والإسرائيلي اللذين كانا رمزًا لسياسة الدولة الخارجية المعادية لأمريكا والصهيونية منذ قيام الجمهورية الإسلامية. تم رسم الأعلام على الطريق حتى يمشي عليها المتظاهرون وهم يسيرون.
أظهر العديد من المشاهير الإيرانيين دعمهم للاحتجاجات بإلغاء الأحداث المخطط لها.
في 14 يناير، اندلعت مظاهرات في إيران لليوم الرابع على التوالي. واصل الطلاب في جامعات مختلفة في طهران ومدن إيرانية أخرى الاحتجاج على النظام وعلى علي خامنئي. في جامعة أمير كبير للتكنولوجيا، اشتبك المتظاهرون والبسيج بعنف. ردد طلاب في جامعة طهران هتافات «سنموت لاستعادة إيران» و«الموت لمفهوم (المرشد الأعلى)».
في 15 يناير، نظم الطلاب في أصفهان ومدن إيرانية أخرى يومهم الخامس من الاحتجاجات، بعد أن اعترفت حكومة آية الله خامنئي بإسقاط طائرة الركاب الأوكرانية. رفع الطلاب لافتات تظهر 1500 + 176 مما يعني إضافة 176 راكبًا بريئًا أضيفوا إلى 1500 محتجًا قُتلوا في انتفاضة نوفمبر.
في 16 يناير، خطط المتظاهرون للتوجه إلى مقر إذاعة جمهورية إيران الإسلامية، ولكن بسبب الإصرار الكبير لشرطة مكافحة الشغب في شارع ولي عصر بأكمله الذي خطط المتظاهرون لاستخدامه كطريق رئيسي إلى المقر، فإن التظاهرات لم تستمر. كان هناك أيضًا إصرار كبير من الشرطة في عدة نقاط رئيسية بالعاصمة طهران، لمنع أي تجمعات بسبب الجنازات التي أقيمت للقتلى في رحلة الخطوط الجوية الدولية الأوكرانية 752، ومع ذلك، حضر العديد من المعزين الجنازات.

## الشعارات والتكتيكات
وهتف المتظاهرون مرارا «المرشد الاعلى قاتل. نظامه عفا عليه الزمن» «عدونا هنا. إنهم يكذبون علينا [عندما يقولون] إنها أمريكا»، «الموت للكذابين»، «ليذهب رجال الدين!» «سليماني كان قاتلًا، وزعيمه قاتل أيضا».
مزق المتظاهرون لافتات وملصقات الجنرال سليماني الذي قُتل مؤخرًا.